# Törnfåglar
Törnfåglar (Phacellodomus) är ett släkte med fåglar i familjen ugnfåglar inom ordningen tättingar med tio arter som förekommer i Sydamerika:
- Nordlig törnfågel (P. inornatus)
- Rödpannad törnfågel (P. rufifrons)
- Streckpannad törnfågel (P. striaticeps)
- Mindre törnfågel (P. sibilatrix)
- Kastanjeryggig törnfågel (P. dorsalis)
- Gråögd törnfågel (P. maculipectus)
- Fläckbröstad törnfågel (P. striaticollis)
- Större törnfågel (P. ruber)
- Orangeögd törnfågel (P. erythrophthalmus)
- Orangebröstad törnfågel (P. ferrugineigula)